# NGC 5174
NGC 5162 = NGC 5174 ist eine 12,5 mag helle Spiralgalaxie mit aktivem Galaxienkern vom Hubble-Typ Sc im Sternbild Jungfrau nördlich der Ekliptik. Sie ist schätzungsweise 304 Millionen Lichtjahre von der Milchstraße entfernt und hat einen Durchmesser von etwa 245.000 Lj.

Im selben Himmelsareal befinden sich u. a. die Galaxien NGC 5165, NGC 5171, NGC 5178, NGC 5191.
Die Supernova SN 2007cd wurde hier beobachtet.
Das Objekt wurde zweimal entdeckt; zuerst am 15. März 1784 von Wilhelm Herschel mit einem 18,7-Zoll-Spiegelteleskop, der sie dabei mit „Two, mistaken for one; but 240 shewed (sic) them both. cL, vF“ beschrieb. Diese Entdeckung wird als NGC 5174 geführt, das zweite genannte Objekt ist NGC 5175.
John Herschel beobachtete sie im Jahr 1828 mehrfach und bestätigte dabei die Notizen seines Vaters mit den Eintragungen „eF, E; involves a star at the south end, and has a star 6 mag 15 arcmin south and a few seconds preceding“ sowie „vF; two close together, or one E nearly in the meridian. A star 11 mag north“.
Die zweite Entdeckung erfolgte am 19. April 1887 durch Lewis A. Swift (geführt als NGC 5162), der dabei „vF, pL, eE [not lE as in the NGC]; an eeF * at each focus of ellipse; B * in field sp; F * nr nf“ notierte.